# Ostentrop
Ostentrop ist ein Dorf im Sauerland und bildet heute eine Ortschaft der Gemeinde Finnentrop im Kreis Olpe mit 741 Einwohnern.

## Örtliche Lage
Ostentrop liegt an dem Abschnitt der Kreisstraße 30, der von Fretter nach Schönholthausen führt.

## Geschichte
Das Dorf Ostentrop wurde 1285 zum ersten Mal in einer Urkunde genannt. Demnach hat Reynerus de Ostendorpe vom Grafen Ludwig von Arnsberg einen Mansus (Landgut) in Ostendorpe zu Lehen. Aus dem 15. Jahrhundert sind mehrere Hofnamen bekannt: Leibelen Hof, Diekhof, Wedemhof, Westenhof und Eckhof, Hof Mollenbecke, Krabbenhof, Overnhof, Schürten Gut, Hollengut und verschiedene Kottenstätten.
Die ältesten Hinweise auf eine Kapelle in Ostentrop stammen aus dem Jahr 1368. In diesem Jahr gelobte Gerhart van Elspe, Pastor zu Sconholthusen dem Rotgher van Osterendorp, dass er und seine Nachfolger an allen Kirchweih- und Hauptfesttagen sowie in jedem Monat einmal, insgesamt 17 mal im Jahr, in der Kapelle zu Osterendorp Messe lesen wollen.
Einen frühen Anhaltspunkt über die Größe von Ostentrop ermöglicht ein Schatzungsregister aus dem Jahr 1543; es nennt für Oistendorf 15 Schatzpflichtige. Geht man davon aus, dass jedem Steuerpflichtigen eine etwa sechsköpfige Familie zuzuordnen war, so dürften um 1550 in Ostentrop etwa 80 bis 100 Personen gelebt haben.

## Wirtschaft
Ostentrop war bis Anfang des 20. Jahrhunderts ausschließlich durch die Landwirtschaft geprägt. Handwerkliche Berufe dienten der Versorgung der Bürger mit lebenswichtigen Gütern wie Kleidung und Stoffe sowie der Herstellung von Geräten zur Bewirtschaftung von Haus und Hof. Nach einer Auflistung des Pfarrers und Heimatforschers Franz Rinschen gab es in dem Zeitraum von 1807 bis 1880 in Ostentrop insgesamt elf Schuster, sechs Schneider beziehungsweise Kleidermacher, fünf Leineweber, drei Hufschmiede, drei Schlosser, zwei Maurermeister, zwei Schäfer und jeweils einen Wagenbauer, Blaufärber, Knopfmacher, Gastwirt, Lumpensammler und andere.
Heute bietet die Gemeinde Finnentrop mit der vorhandenen Industrie und den im Frettertal angesiedelten Säge- beziehungsweise Holzwerken Beschäftigungsmöglichkeiten für die Einwohner.

## Vereinsleben
Ein reges Vereinsleben zeigt sich in den etwa zehn am Ort vorhandenen Vereinen, die zum Teil in Zusammenarbeit mit dem Nachbarort Schönholthausen betrieben werden. Neben den traditionellen Vereinen konnten sich auf kulturellem Gebiet auch der im Jahr 1979 gegründete Theaterverein und der seit 2001 bestehende Frauenchor fun and joy mit Erfolg etablieren.

## Religion – Kirche

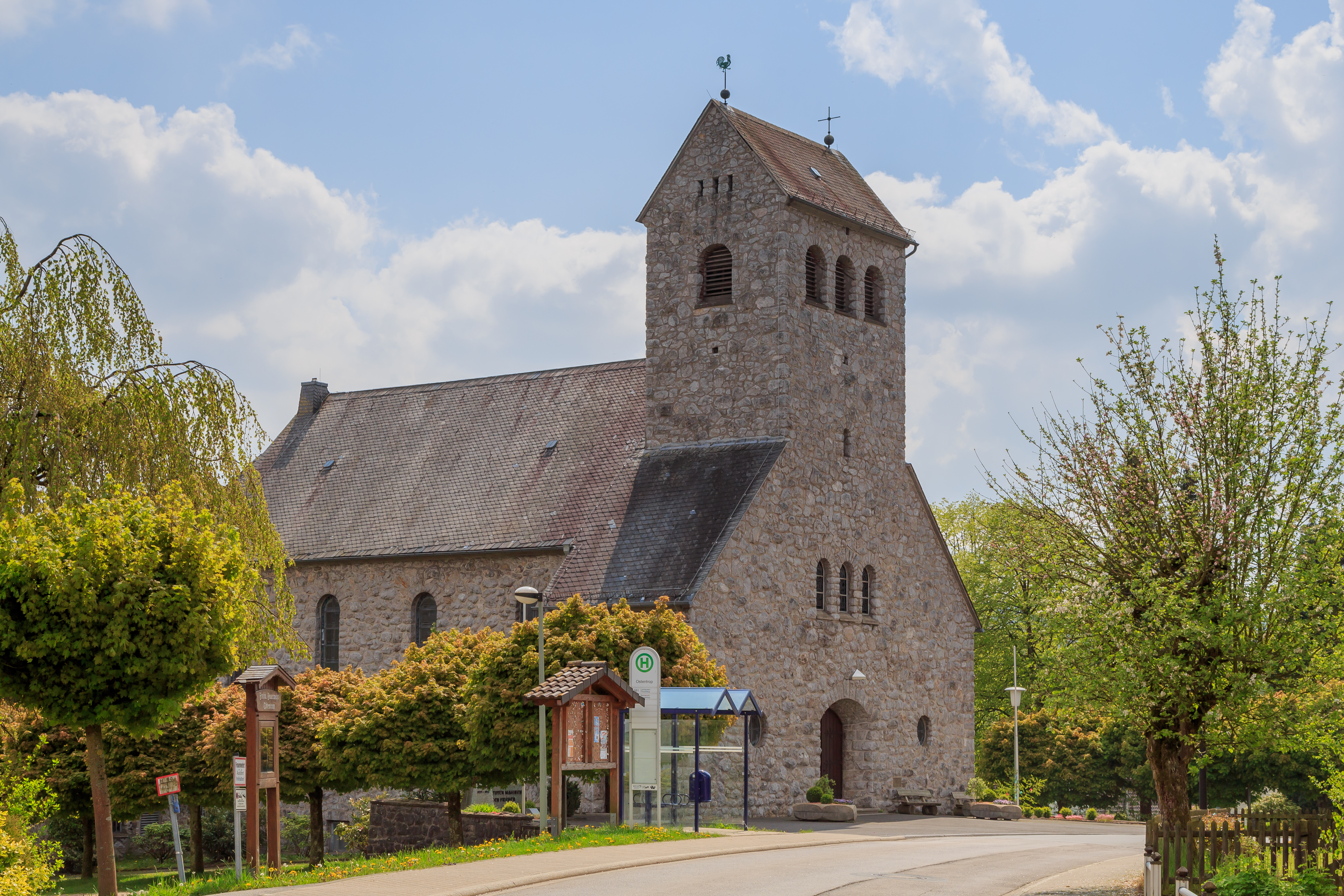
St. Lucia

Der überwiegende Teil der Ostentroper Einwohner bekennt sich zum katholischen Glauben. Das der Heiligen Lucia geweihte Gotteshaus wurde nach zweijähriger Bauzeit im Jahr 1952 eingeweiht. Finanzierung und Baudurchführung erfolgten in Eigenleistung, wobei Geldmangel wiederholt zu Kompromissen in den Bauplänen führte. Grund für die Errichtung einer eigenen Kirche waren damals die zu eng gewordenen Raumverhältnisse der Schönholthauser Kirche St. Mariä Himmelfahrt, zu deren Pfarrbezirk das Dorf Ostentrop noch heute gehört.